# Le Castellard-Mélan
Le Castellard-Mélan (vormalige Schreibweise: Le Castellard-Melan) ist eine französische Gemeinde mit 62 Einwohnern (Stand 1. Januar 2022) im Département Alpes-de-Haute-Provence in der Region Provence-Alpes-Côte d’Azur. Sie gehört zum Arrondissement Digne-les-Bains und zum Kanton Digne-les-Bains-1. Die Bewohner nennen sich Castellardiens.

## Geographie
Le Castellard-Mélan grenzt im Norden an Authon, im Osten an Hautes-Duyes, im Süden an Thoard und im Westen an Entrepierres und Saint-Geniez. 1.158 Hektar der Gemeindegemarkung sind bewaldet.

## Bevölkerungsentwicklung
| Jahr      | 1962 | 1968 | 1975 | 1982 | 1990 | 1999 | 2008 | 2012 |
| --------- | ---- | ---- | ---- | ---- | ---- | ---- | ---- | ---- |
| Einwohner | 69   | 57   | 47   | 55   | 52   | 52   | 55   | 60   |

## Sehenswürdigkeiten

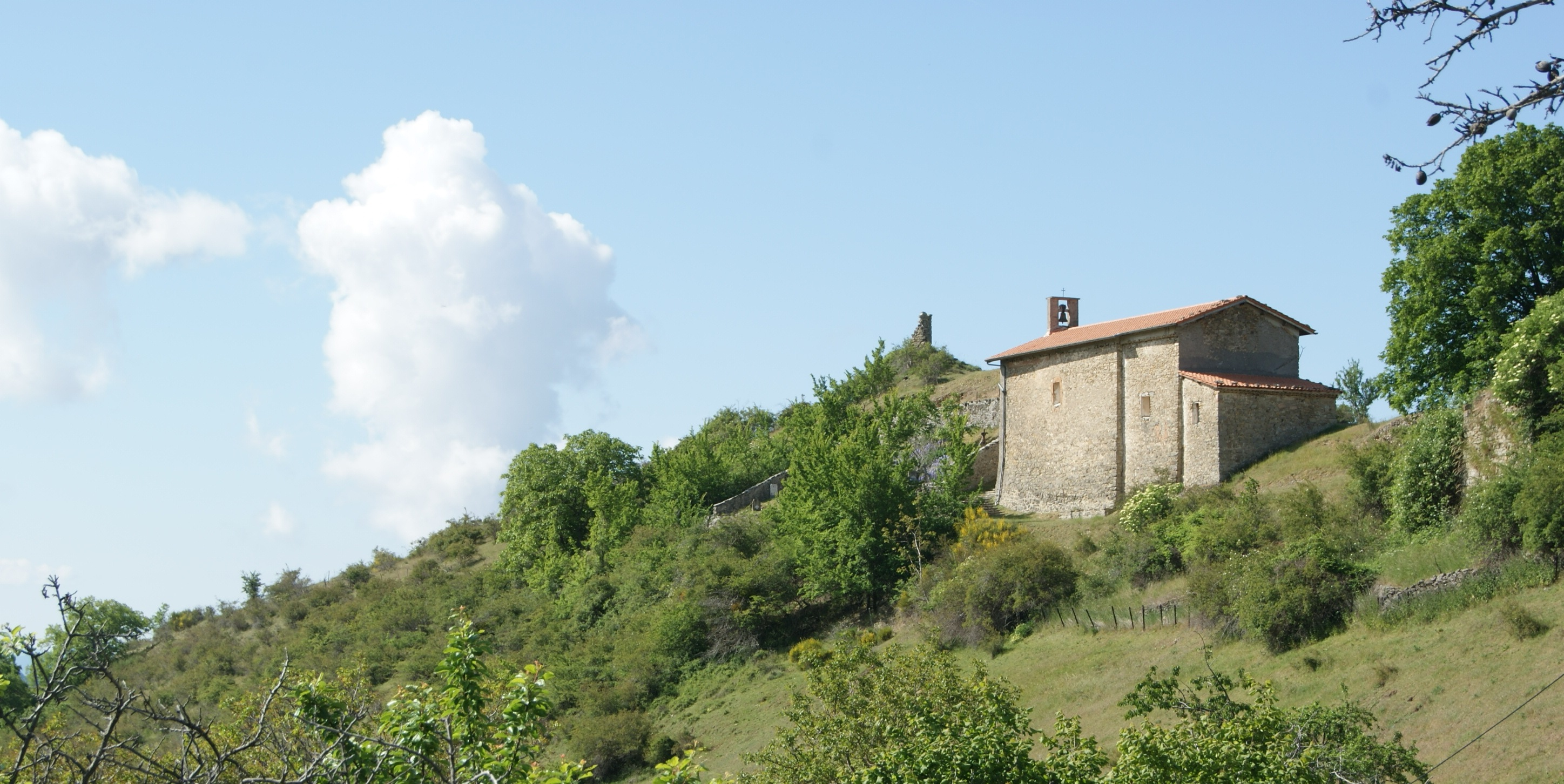
Kirche Notre-Dame

- Kirche Notre-Dame